# Depresiunea Apoldului
Depresiunea Apoldului este o regiune intramontană aflată la V de Depresiunea Sibiului având ca centru comuna Apoldu.

## Limitele
- N – Podișul Secașelor (cuestă de 250-300 m).
- E – se remarcă un abrupt de cca. 250 m la contactul dintre Podișul Amnașului și Munții Cindrelului.
- S – Munții Cindrelului
- V – o deschidere largă spre valea Mureșului.

## Geologia
Sunt prezente formațiuni miocene caracterizate prin pietrișuri, nisipuri, gresii și argile. Lipsesc depozitele cuaternare față de celelate depresiuni.

## Relieful
Este puternic asimetrică, dezvoltată în totalitate pe stânga văii. Procesele de versant sunt active (Râpa Roșie). Există 3 trepte:
-treapta colinară
-treapta teraselor (în formațiunile miocene)
-	treapta de luncă
Lipsește câmpia piemontană.

## Clima
E afectată de influențele foehnice care caracterizează culoarul Alba-Iulia-Turda. Temperatura medie este de 9°C, precipitațiile medii de 550 mm/an.

## Vegetația
E puternic modificat antropic. Pădurile ocupă 6% din suprafața depresiunii.

## Populația
E formată din români, sași și țigani. Sașii prezintă ponderin mai importante în localitățile Apoldul de Sus, Miecurea Sibiului, Petrești. Locurile lor au fost luate de țigani.

## Așezări
- Sebeș – oraș mijlociu, industria de tricotaje, marochinărie, prelucrarea lemnului.

Așezările rurale aparțin tuturor categoriilor dimensionale, unele au și funcții industriale (ex. Petrești – celuloză și hârtie)